# Ullrich Spannuth
Ullrich Spannuth (* 21. Januar 1964 in Stadthagen) ist ein Brigadegeneral des Heeres der Bundeswehr und seit Oktober 2024 Chief of Staff/COS Planning im Multinationalen Korps Nord-Ost in Stettin, Polen.

## Militärische Laufbahn

### Ausbildung und erste Verwendungen
Spannuth trat 1984 in die Bundeswehr ein und wurde bis 1987 im Panzerbataillon 33 in Neustadt am Rübenberge zum Offizier der Panzertruppe ausgebildet. Anschließend absolvierte er von 1987 bis 1991 ein Studium der Pädagogik an der Helmut-Schmidt-Universität in Hamburg. Nach Abschluss seines Studiums wurde Spannuth als Zugführer und S2-Offizier im Panzerlehrbataillon 93 in Munster eingesetzt. Von 1993 bis 1994 folgte eine Verwendung als Hauptamtlicher Jugendoffizier beim Verteidigungsbezirkskommando 86 in Schwerin. Es folgte von 1994 bis 1997 eine Verwendung als Kompaniechef, wiederum beim Panzerlehrbataillon 93. Es schloss sich 1997 bis 1999 eine Verwendung als Personaloffizier beim IV. Korps in Potsdam an, bevor Spannuth von 1999 bis 2001 am Nationalen Generalstabs-/Admiralstabslehrgang an der Führungsakademie der Bundeswehr in Hamburg teilnahm.

### Dienst als Stabsoffizier
Die erste Verwendung als Generalstabsoffizier führte Spannuth von 2003 bis 2005, als Stabsoffizier J6 Op /J5 Op in das Einsatzführungskommando der Bundeswehr, wiederum nach Potsdam. Es folgte von 2003 bis 2005 eine ministerielle Verwendung als Referent FüS III 6 Militärpolitische Grundlagen für Einsätze und Übungen im Führungsstab der Streitkräfte im Bundesministerium der Verteidigung in Berlin, bevor Spannuth von 2005 bis 2007 Bataillonskommandeur des Panzerlehrbataillons 93 wurde. Nach Übergabe seines Kommandos wurde er von 2007 bis 2009 als Stellvertretender Militärischer Berater beim Deutschen Botschafter bei den Vereinten Nationen in New York (USA) eingesetzt. Dem folgte von 2009 bis 2010 eine Verwendung als Dozent für Sicherheitspolitik an der Führungsakademie der Bundeswehr. Von 2010 bis 2012 war Spannuth wiederum in einer Stabsverwendung als Assistant Chief of Staff G3 beim 1. Deutsch-Niederländischen Korps in Münster. Von 2013 bis 2015 war er Büroleiter beim Chef des Stabes SHAPE General Werner Freers in Mons (Belgien). Von 2015 bis 2017 war er wiederum in einer ministeriellen Verwendung als Referatsleiter Strategie und Einsatz II 1 Militärpolitik und Einsatz Region Asien, Ozeanien und Amerika, im Bundesministerium der Verteidigung in Berlin.

### Dienst als General
Am 31. März 2017 übernahm Spannuth von Brigadegeneral Gunter Schneider das Kommando über die Panzerlehrbrigade 9. Auf diesem Dienstposten erhielt er dann auch im August 2017 die Beförderung zum Brigadegeneral. Im Jahr 2019 war Spannuth Kommandeur der Landbrigade der Schnellen Eingreiftruppe der NATO, der sogenannten VJTF (Very High Readiness Joint Task Force Land). Diese Eingreiftruppe besteht aus rund 8500 Soldaten aus neun Nationen und wurde 2019 erstmals von einem deutschen General geführt. Vom 22. August 2019 bis zum 18. Februar 2022 hatte Spannuth das Kommando über die Panzertruppenschule in Munster. Danach war er als Director der Training and Development Division (TDD) im Rahmen der NATO Mission Iraq (NMI) tätig. Seit April 2023 war er im Ausbildungskommando in Leipzig eingesetzt. Spannuth wurde im Juli 2023 zunächst Deputy Chief of Staff/DCOS Planning, im Oktober 2024 dann Chief of Staff/COS Planning im Multinationalen Korps Nord-Ost in Stettin, Polen.

### Auslandseinsätze
- 1998 SFOR Kompaniechef der Stabs- und Versorgungskompanie HQ COMMZ (Bosnien-Herzegowina)
- 2012 bis 2013 ISAF, Kommandeur Provincial Reconstruction Team / Unterstützungsverband Kundus (Afghanistan)[7][8]
- 2022 bis 2023 Director der Training and Development Division (TDD) im Rahmen der NATO Mission Iraq (NMI)

## Privates
Spannuth hat zwei Töchter.